# Jean-Pierre Petit
Jean-Pierre Petit (sinh ngày 5 tháng 4 năm 1937) là một nhà khoa học người Pháp chuyên về cơ học chất lỏng, vật lý plasma, từ động lực học, vũ trụ học và vật lý lý thuyết.
Ông từng là giám đốc nghiên cứu của Trung tâm Nghiên cứu Khoa học Quốc gia Pháp (CNRS) và là nhà vật lý thiên văn tại Đài thiên văn Marseille. Ông được xem là người đi tiên phong trong lĩnh vực từ động lực học (MHD) và động lực học từ tính. Trong vũ trụ học, từ năm 1977 ông góp phần mở rộng lực hấp dẫn đối xứng của thuyết tương đối rộng gọi là mô hình Janus.
Ông được công chúng biết đến nhiều nhất qua các tác phẩm viết về khoa học phổ thông, đặc biệt là bộ truyện tranh nổi tiếng Những cuộc phiêu lưu của Archibald Higgins ra mắt độc giả lần đầu tiên vào năm 1980. Ngoài ra, ông còn say mê nghiên cứu về UFO học, thuyết âm mưu 11/9, và các loại vũ khí quân sự siêu thanh như Aurora, Ayaks, Avangard. Ông chính là người tham gia tạo dựng vụ Ummo và phổ biến ở Pháp thông qua một số tác phẩm của mình.

## Học vấn
Jean-Pierre Petit theo học chương trình học trung học tại trường Lycée Carnot ở Paris, lấy bằng tú tài và vào học lớp dự bị khoa học tại trường Lycée Condorcet. Sau đó, ông gia nhập Viện Hàng không và Vũ trụ Quốc gia Pháp (Supaéro), chuyên về cơ học chất lỏng và thi đậu lấy bằng kỹ sư vào năm 1961.
Ông còn đảm nhận công việc nghiên cứu ICBM của Pháp được cho là có thể bị tàu ngầm bắn hạ. Từ năm 1965, ông vào làm việc tại Viện Cơ học Chất lỏng (IMFM) của CNRS ở Marseille và xử lý thí nghiệm từ động lực học (MHD), dùng để tăng tốc và kiểm soát dòng khí động học (tránh sóng xung kích) cho máy bay và sản xuất điện (Máy phát điện MHD). Năm 1972, Petit bảo vệ luận án tiến sĩ tại Đại học Provence dưới sự hướng dẫn của Evry Schatzman có tựa đề Những ứng dụng của lý thuyết động học chất khí vào vật lý plasmas và động lực học của các thiên hà.
Năm 1974, ông chuyển sang ngành vật lý thiên văn tại Đài thiên văn Marseille, nhưng vẫn tiếp tục nghiên cứu kỹ thuật về MHD cho đến tận thập niên 1980. Từ năm 1977 đến năm 1983, ông là đồng giám đốc của trung tâm máy tính tại Đại học Provence Aix-Marseille. Năm 2003, ông rời khỏi CNRS về nghỉ hưu.

## Sự nghiệp
Trong tôpô học, Petit hợp tác cùng với Bernard Morin nghiên cứu về hiện tượng đảo ngược hình cầu và hình xuyến. Trong thập niên 1980, ông từng đi dạy môn điêu khắc tại trường nghệ thuật Aix-en-Provence, có công thiết kế một mô hình có đường kính 5 foot mang tên Boy's surface được trưng bày trong phòng π của Palais de la Découverte suốt 25 năm liền.
Năm 1979 Petit bắt đầu sáng tác "truyện tranh khoa học" được xuất bản bằng tiếng Pháp với tên gọi Les Aventures d'Anselme Lanturlu dịch ra nghĩa là Những cuộc phiêu lưu của Archibald Higgins, miêu tả một chàng trai trẻ trung giải thích các khái niệm khoa học khó với ý nghĩa phổ biến dễ hiểu và các phép loại suy đơn giản. Năm 2005, Petit đứng ra thành lập một tổ chức phi lợi nhuận tên là Savoir Sans Frontières (Tri thức không biên giới) trả tiền công cho những dịch phẩm của tổ chức này.

### Thuyết âm mưu
Theo trang web Conspiracy Watch, Jean-Pierre Petit từng ủng hộ thuyết âm mưu về vụ tấn công ngày 11 tháng 9 năm 2001 vào Lầu Năm Góc, và cũng là người đầu tiên ở Pháp đặt ra thuyết âm mưu về trận sóng thần ngày 26 tháng 12 năm 2004, tin rằng có khả năng vụ sóng thần này là do nước Mỹ gián tiếp gây ra bằng vũ khí thời tiết.

### UFO học và vụ Ummo
Petit cũng bị chỉ trích vì nhiều quan điểm khác thường. Ông coi chuyến viếng thăm của người ngoài hành tinh là sự giải thích cho một số hiện tượng UFO từng xảy ra trước đây và suy đoán về các dự án bí mật của quân đội Mỹ với hệ thống đẩy MHD dành cho máy bay và vũ khí phản vật chất.
Năm 2007, Petit thành lập hiệp hội Organisation UFO Science nhằm mục đích nghiên cứu một cách khoa học về hiện tượng UFO. Bước sang thập niên 1990, vì thích thú với giả thuyết về UFO có nguồn gốc ngoài Trái Đất, ông đã cho xuất bản vài cuốn sách nghiên cứu UFO nói chung và vụ Ummo nói riêng. Có lần, ông dám tuyên bố thẳng thừng trên nhiều chương trình truyền hình của Pháp rằng một số ý tưởng khoa học chính của ông được truyền cảm hứng trực tiếp dựa trên những phân tích về vụ Ummo và các tài liệu, làm dấy lên nghi ngờ về nguồn gốc ngoài hành tinh của họ. Năm 2018, Petit xác nhận rằng bản thân ông đã trải qua những lần tiếp xúc cá nhân với các thực thể không xác định có thể có hoặc không liên quan đến vụ Ummo nhưng ông tin rằng đó là người ngoài hành tinh. Vụ Ummo thường được công nhận là một trò lừa bịp tinh vi từ năm 1992 do một người không có kiến thức kỹ thuật dàn dựng mà ra.